# Krisztina lotaringiai hercegnő
Lotaringiai Krisztina (franciául: Christine de Lorraine, olaszul: Cristina di Lorena; Nancy, Lotaringiai Hercegség, 1565. augusztus 16. – Firenze, Toscanai Nagyhercegség, 1637. december 19.), a Lotaringiai-házból származó hercegnő, III. Nagy Károly herceg és Valois Klaudia leánya, aki I. Ferdinando de’ Medici hitveseként Toscana nagyhercegnéje 1589-től hitvese 1609-es haláláig.

## Származása
Krisztina hercegnő 1565. augusztus 16-án született Nancy városában, a Lotaringiai-ház tagjaként. Apja III. Nagy Károly herceg, aki I. Ferenc lotaringiai herceg és Krisztina dán királyi hercegnő fia volt. Apai nagyapai dédszülei Antal lotaringiai herceg és Renée de Bourbon-Montpensier (Gilbert de Bourbon, Montpensier urának leánya), míg apai nagyanyai dédszülei II. Keresztély dán és norvég király és Habsburg Izabella királyné (II. Őrült Johanna kasztíliai királynő leánya) voltak.
Édesanyja a Capeting-ház Valois-házából származó Klaudia francia királyi hercegnő, II. Henrik francia király és Caterina de’ Medici leánya volt. Anyai nagyapai dédszülei I. Ferenc francia király és Bretagne-i Klaudia (XII. Lajos francia király, a Nép Atyjának leánya), míg anyai nagyanyai dédszülei II. Lorenzo de’ Medici és Madeleine de la Tour d’Auvergne (IV. Jean de la Tour d’Auvergne leánya) voltak.
Krisztina hercegnő volt szülei kilenc gyermeke közül a második, egyben a legidősebb leánygyermek. Felnőttkort megért testvérei között olyan magas rangú személyek vannak, mint a későbbi II. Henrik lotaringiai herceg; Károly bíboros, Metz és Strasbourg püspöke; Antónia hercegnő, aki János Vilmos jülich–kleve–bergi herceg felesége lett; a későbbi II. Ferenc lotaringiai herceg; valamint Erzsébet Renáta hercegnő, I. Miksa bajor választófejedelem első felesége.

## Házassága és gyermekei
Krisztina hercegnő férje a Medici-házból származó, ekkor már Toscana uralkodója, I. Ferdinando de’ Medici nagyherceg lett. Ferdinando volt I. Cosimo de’ Medici nagyherceg és Eleonora di Toledo (Pedro Álvarez de Toledo nápolyi alkirály leányának) gyermeke. Házasságukra 1589. május 3-án került sor Firenzében. Kettőjük kapcsolatából összesen kilenc gyermek született, melyek közül nyolc érte meg a felnőttkort. Gyermekeik:
- Cosimo de’ Medici (1590–1621), apját követvén Toscana nagyhercege
- Eleonora de’ Medici (1591–1617), fiatalon hunyt el
- Catherine de’ Medici (1593–1629), hozzáment Ferdinando Gonzaga mantovai herceghez
- Francesco de’ Medici (1594–1614), fiatalkorában meghalt
- Carlo de’ Medici (1595–1666), bíboros lett
- Filippino de’ Medici (1598–1602), kisgyermekként elhunyt
- Lorenzo de’ Medici (1599–1648), nem házasodott meg, nem születtek utódai
- Maria Maddalena de’ Medici (1600–1633), fogyatékkal született, kolostorban élte le életét
- Claudia de’ Medici (1604–1648), elsőként Federico della Rovere, majd V. Lipót osztrák főherceg felesége